# Barile (cognome)
Barile è un cognome di lingua italiana.

## Varianti
Barilà, Barilari, Barilaro, Barili, Barilini, Barilla, Barillà, Barillari, Barillaro, Barilli, Barilucci, Barletta, Barletti, Barrile, Barrili, La Barile, Labarile.

## Origine e diffusione
Il cognome è tipicamente meridionale.
Potrebbe derivare dal mestiere di produttore di barili, dal greco barós, "peso", da cui il latino barilus, "barile", o dal toponimo Barletta.
La variante Barillaro è meridionale; Barillà è calabrese e siciliano; La Barile è campano e pugliese.

## Persone
- Manno Barile – nobile e condottiero italiano
- Nicola Barile – sceneggiatore, scrittore e regista italiano
- Paolo Barile – giurista, politico e avvocato italiano
- Perdicasso Barile – nobile e condottiero italiano